# Albert Fay
Albert Fay Dessent (Montevideo, Uruguay; 28 de enero de 1949) es un exfutbolista uruguayo-salvadoreño que jugó para varios clubes de la Primera División de El Salvador.

## Trayectoria
Comenzó en las filas del CA Peñarol en 1968, club de su país. Posteriormente estuvo en el Aurora FC de Guatemala, que también vestía de aurinegro.
Solo perteneció un año antes de irse al Alianza FC de El Salvador. Con los paquidermos, se mantuvo tres años hasta ser fichado por el CD Águila, esta vez por dos temporadas.
Luego se trasladó al CD Platense, donde ganó una liga salvadoreña y la Copa Fraternidad 1975. Volvió en 1977 al equipo donde surgió, el Peñarol, pero ya siendo ciudadano salvadoreño, regresó para jugar con el CD Juventud Olímpica, CD Atlético Marte, de nuevo el Alianza, el CD Marathón de Honduras y finalmente retirarse con el Atlético Marte en 1984, donde ganaría otros dos títulos más.

## Selección nacional
Su único año como jugador internacional, fue con la selección de El Salvador en el Campeonato de Naciones de la Concacaf 1977, que también servía como clasificatorio hacia el Mundial de 1978. Disputó todos los partidos pero sin lograr el anhelado título, y por ende, la no clasificación.

### Participaciones en Campeonatos Concacaf
| Copa                                       | Sede   | Resultado     | Part. |
| ------------------------------------------ | ------ | ------------- | ----- |
| Campeonato de Naciones de la Concacaf 1977 | México | Tercer puesto | 5     |

## Clubes
| Club               | País        | Año       |
| ------------------ | ----------- | --------- |
| Peñarol            | Uruguay     | 1968      |
| Aurora             | Guatemala   | 1968-1969 |
| Alianza            | El Salvador | 1969-1972 |
| Águila             | El Salvador | 1972-1974 |
| Platense Municipal | El Salvador | 1974-1976 |
| Peñarol            | Uruguay     | 1977      |
| Juventud Olímpica  | El Salvador | 1977-1978 |
| Atlético Marte     | El Salvador | 1978-1980 |
| Alianza            | El Salvador | 1980      |
| Marathón           | Honduras    | 1981      |
| Atlético Marte     | El Salvador | 1981-1984 |

## Palmarés

### Títulos nacionales
| Título              | Equipo             | País        | Año     |
| ------------------- | ------------------ | ----------- | ------- |
| Campeonato Uruguayo | Peñarol            | Uruguay     | 1968    |
| Copa de Guatemala   | Aurora             | Guatemala   | 1968-69 |
| Primera División    | Platense Municipal | El Salvador | 1974-75 |
| Primera División    | Atlético Marte     | El Salvador | 1980-81 |
| Primera División    | Atlético Marte     | El Salvador | 1982    |

### Títulos internacionales
| Título                           | Equipo             | País        | Año  |
| -------------------------------- | ------------------ | ----------- | ---- |
| Copa Fraternidad Centroamericana | Platense Municipal | El Salvador | 1975 |